# Aleksandr Drankov
Aleksandr Drankov, també conegut com Aleksandr Ossípovitx Drankov (rus: Алекса́ндр О́сипович Дранко́в ; 18 de gener de 1886 - 3 de gener de 1949) va ser un fotògraf, operador de càmera, productor de cinema i un dels pioners de la cinematografia prerevolucionària russa.

## Joventut
Es desconeix la data exacta de naixement i el lloc de naixement d'Alexandre Drankov. Segons alguns relats, va néixer al sud de Rússia el 1886. El seu germà Lev, que també es va convertir en director de fotografia, va néixer el 1880 a Kropivnitsk. A principis del segle xx, Drankov era propietari d'una escola de dansa a Sebastopol, que alimentava tota la seva família. Més tard es va interessar per la fotografia i aviat es va convertir en un professional d'aquest ofici. Drankov es va traslladar a Sant Petersburg, on es guanyaria fama pel seu talent fotogràfic i se li atorgaria el títol de Proveïdor de la Cort Reial de Sa Altesa Imperial per les seves fotografies de qualitat de Nicolau II. A més, Drankov va aconseguir abaratir molt el treball fotogràfic i obrir una cadena de ni més ni menys que 50 estudis, on feien fotos amb il·luminació elèctrica amplificada, reduint així el cost de tot el procés de fotografia. Posteriorment, Drankov es va convertir en fotògraf de premsa per a The Times i L'Illustration de Paris i va obtenir una acreditació de periodista a la Duma de l'Estat.

## Carrera cinematogràfica
El 1907, Alexander Drankov va decidir iniciar el seu propi negoci de realització de pel·lícules. Així doncs va obrir " A. Drankov's Atelier " (rus: Ателье А. Дранкова ), que va ser el primer estudi de cinematografia a Rússia. transformant-se en una societat anònima "A. Drankov & Co". Drankov i el seu equip van començar a rodar noticies, ell i els seus operadors de càmera van assistir a tots els esdeveniments importants tant a Sant Petersburg com a Moscou fins a la Revolució d' Octubre de 1917. A més, va començar a rodar curtmetratges, com Boris Godunov. Aquesta pel·lícula no es va acabar mai, tot i que alguns dels materials rodats es van projectar als cinemes el mateix 1907 sota el títol Escenes de la vida d'un Boyar. La primera filmació de Drankov de Lev Tolstoi (1908) va tenir un gran èxit. Després de no haver obtingut el permís de l'escriptor per filmar-lo, Drankov es va amagar amb una càmera en un habitatge de fusta al jardí de la finca de Tolstoi i va captar a l'escriptor passejant per una petita finestra ornamental.
La primera pel·lícula produïda per Drankov i estrenada a les sales de cinema va ser una pel·lícula anomenada Stenka Razin. El 15 d'octubre de 1908 va ser la seva primera representació. Per primera vegada a Rússia, la pel·lícula va anar acompanyada del so original, ja que les sales de cinema adquiririen la pel·lícula juntament amb l'enregistrament fonogràfic de la música. La partitura musical va ser escrita pel compositor rus Mikhail Ippolitov-Ivanov per a l'obra homònima de Vasily Goncharov que es posaria en escena al "Teatre de l'Aquarium". L'estrena d'aquesta pel·lícula també va ser el primer cas d'incompliment dels drets d'autor per part d'un cineasta a la història russa, ja que Drankov mai va signar un contracte formal amb el guionista i el compositor.
La següent pel·lícula d'Alexander Drankov va ser la primera comèdia russa anomenada Userdniy denshchik (Усердный денщик; 1908). Al mateix temps, Drankov va idear un nou tipus de publicitat cinematogràfica publicant postals amb instantànies de les seves pel·lícules i també col·locant-les en cartells, cosa que no s'havia fet mai abans. El 1908 també va dirigir The Big Man, The Marriage of Krechinsky i va produir The Diligent Batman. El 1909 va dirigir la pel·lícula Taras Bulba, basada en la novel·la de Nikolai Gogol.
Les activitats d'Alexander Khanzhonkov a la indústria cinematogràfica, van promoure certa inquietud en Drankov. En conèixer Khanzhonkov i esbrinar els seus plans per produir una pel·lícula anomenada Pesn' pro kuptsa Kalashnikova, Drankov va decidir sabotejar l'estrena d'aquesta pel·lícula fent un llançament preventiu d'un fracàs deliberat de taquilla homònim. Quan Khanzhonkov es va assabentar de les intencions de Drankov, va accelerar la realització de la seva pel·lícula i després va aconseguir estrenar-la abans que Drankov pogués acabar la seva pel·lícula competidora. Després d'aquest incident, la rivalitat entre Khanzhonkov i Drankov aviat es va convertir en una de les principals intrigues de la vida cinematogràfica russa, donant lloc a vegades a l'estrena de pel·lícules gairebé idèntiques, per exemple. Votsareniye Doma Romanovykh (1913; produït per Khanzhonkov) i Tryoksotletiye tsarstvovaniya doma Romanovykh (1913; produït per Drankov).
Alexander Drankov va ser el primer productor rus que va començar a produir pel·lícules criminals, que feia poc que s'havien posat de moda a França. La seva pel·lícula en sèrie anomenada Son'ka – Zolotaya Ruchka (1914–1915) va ser un èxit sense precedents a Rússia. El 1917, Drankov va intentar fer un mercat dels esdeveniments revolucionaris a Rússia estrenant algunes pel·lícules "revolucionàries", com Georgy Gapon i Babushka russkoy revolutsii (ambdues de 1917), però després de la Revolució d'Octubre va decidir marxar de Sant Petersburg.

## Darrers anys
Hi ha pocs testimonis sobre Drankov en la darrera etapa de la seva vida, amb relats contradictoris dels seus coneguts. Primer va intentar obtenir beneficis venent joies a Kíev, després es va traslladar a Ialta i va començar a rodar cinema pornogràfic. El novembre de 1920, va emigrar a Constantinoble, on es va guanyar la vida organitzant esdeveniments de curses de paneroles, segons un testimoni, o distribuint pel·lícules i mantenint un parc d'atraccions, segons un altre. El 1922, Drankov es va traslladar als Estats Units d'Amèrica, on compraria un projector de cinema mòbil i mostraria pel·lícules als immigrants russos. El 1927, va intentar tornar al negoci cinematogràfic, però la seva intenció de rodar una pel·lícula important sobre una història d'amor entre Nicolau II i la ballarina Mathilde Kschessinska va resultar ser un fracàs. Després del seu intent infructuós d'assentar-se a Hollywood, Alexander Drankov va obrir un cafè a Venice, Califòrnia, però aviat es va traslladar a San Francisco, on treballaria a la seva pròpia empresa fotogràfica fins a la seva mort el 3 de gener de 1949 a San Francisco. Està enterrat a Colma, Califòrnia.